# Président de la république de Trinité-et-Tobago
Le président de la république de Trinité-et-Tobago (en anglais : President of the Republic of Trinidad and Tobago) est le chef de l'État de Trinité-et-Tobago.

## Histoire
Le poste de président de la république de Trinité-et-Tobago est établi lors de la proclamation de la République, le 1er août 1976. Sir Ellis Clarke, dernier gouverneur général de l'époque monarchique —  lorsqu'Élisabeth II était chef de l'État en tant que reine de Trinité-et-Tobago —, est nommé président à compter du 1er août par une disposition transitoire de la Constitution, jusqu'à la formation du collège électoral prévu par celle-ci. Une fois les deux chambres du Parlement établies et pourvues, Ellis Clarke est élu au poste de président le 24 septembre. Ce jour est désormais fêté sous le nom de Jour de la république (Republic Day).

## Pouvoirs
La Constitution de 1976 attribue au poste de président un rôle largement cérémoniel. Il nomme le Premier ministre, généralement le chef du parti ayant le plus grand groupe parlementaire, dans les mains duquel se situe le pouvoir effectif. Le président nomme aussi des sénateurs sur proposition du Premier ministre et du chef de l'opposition.

## Élection
Le président de Trinité-et-Tobago est élu pour cinq ans au suffrage indirect et secret par un collège électoral composé des membres du Parlement. Ce dernier est formé en 2018 des 41 membres de la Chambre des représentants et des 31 membres du Sénat, auxquels s'ajoutent les présidents de chacune des deux chambres s'ils n'en sont pas issus, pour un total de 74 grands électeurs. 
Est élu le candidat qui recueille la majorité relative du total des voix du collège. En cas d'égalité des voix entre deux candidats, le vote est départagé par celle du président de la Chambre des représentants. Si un seul candidat est en lice, ce qui arrive le plus souvent dans le cadre de scrutins de consensus, le candidat est considéré élu sans qu'un vote n'ait formellement lieu. La réunion du collège électoral intervient sur convocation du président de la Chambre, et est soumise à un quorum de participation : le scrutin n'est valide que si le président de la Chambre ainsi qu'au moins douze représentants et dix sénateurs sont présents. L'élection a lieu entre le trentième jour précédant la fin du mandat du président sortant et le soixantième jour suivant cette fin de mandat. Dans le cas d'une vacance en cours de mandat, le scrutin a lieu dans les quatre vingt dix jours suivant la date de la vacance. L'intérim est assuré par le président du Sénat ou, à défaut, celui de la Chambre des représentants. Le président élu à cette occasion ne l'est cependant que pour la durée restante du mandat de son prédécesseur.
Sont candidats les individus ayant déposés les signatures de nomination d'au moins douze membres de la Chambre des représentants, au moins sept jours avant le scrutin.
La Constitution dispose que le président de la République doit posséder la citoyenneté trinidadienne, être âgé d'au moins trente-cinq ans, et résider sur le territoire national depuis au moins dix ans au moment de sa nomination. Les motifs de disqualification aux élections législatives s'appliquent également aux candidats à la présidence. Si un président possède un mandat de représentant ou de sénateur au moment de son élection, ce dernier devient automatiquement vacant.

## Liste des titulaires
| No | Portrait | Nom                     | Élection  | Mandat        | Mandat       |
| No | Portrait | Nom                     | Élection  | Début         | Fin          |
| -- | -------- | ----------------------- | --------- | ------------- | ------------ |
| 1  |          | Ellis Clarke            | 1976 1982 | 1er août 1976 | 13 mars 1987 |
| 2  |          | Noor Mohammed Hassanali | 1987 1992 | 19 mars 1987  | 19 mars 1997 |
| 3  |          | Arthur N. R. Robinson   | 1997      | 18 mars 1997  | 17 mars 2003 |
| 4  |          | George Maxwell Richards | 2003 2008 | 17 mars 2003  | 18 mars 2013 |
| 5  |          | Anthony Carmona         | 2013      | 18 mars 2013  | 19 mars 2018 |
| 6  |          | Paula-Mae Weekes        | 2018      | 19 mars 2018  | 20 mars 2023 |
| 7  |          | Christine Kangaloo      | 2023      | 20 mars 2023  | en cours     |